# Prêmio Saturno de 2021
A 46.ª edição do Prêmio Saturno, apresentado pela Academia de Ficção Científica, Fantasia e Filmes de Terror, homenageou o melhor em ficção científica, fantasia, horror e outros gêneros em filmes, televisão e lançamentos de mídia doméstica, no período entre 15 de julho de 2019 e 15 de novembro de 2020. As nomeações foram divulgadas em 4 de março de 2021, enquanto que a cerimônia de premiação ocorreu em 26 de outubro de 2021, no L.A. Marriott Burbank Hotel, em Los Angeles, tendo como apresentador o ator Bruce Campbell.

## Vencedores e indicados

### Cinema
| Melhor Filme baseado em história em quadrinhos Joker - Birds of Prey - Bloodshot - The New Mutants - The Old Guard | Melhor Filme de Ficção Científica Star Wars: The Rise of Skywalker - Ad Astra - Gemini Man - Lucy in the Sky - Tenet - Terminator: Dark Fate |
| Melhor Filme de Fantasia Once Upon a Time in Hollywood - Bill & Ted Face the Music - Jumanji: The Next Level - The Lion King - Maleficent: Mistress of Evil - Sonic the Hedgehog - The Witches | Melhor Filme de Terror The Invisible Man - Doctor Sleep - Freaky - It Chapter Two - Midsommar - Ready or Not - Scary Stories to Tell in the Dark |
| Melhor Filme de Ação ou Aventura Mulan - 1917 - Bad Boys for Life - El Camino: A Breaking Bad Movie - The Gentlemen - Fast & Furious Presents: Hobbs & Shaw | Melhor Filme Thriller Knives Out - Da 5 Bloods - The Good Liar - The Irishman - Mank - Uncut Gems |
| Melhor Filme de Animação Onward - Abominable - The Addams Family - Frozen II - Spies in Disguise - Trolls World Tour | Melhor Filme Internacional Gisaengchung (Parasite) - Jojo Rabbit - The Nightingale - Official Secrets - Sputnik - The Whistlers |
| Melhor Direção em Cinema J. J. Abrams – Star Wars: The Rise of Skywalker - Niki Caro – Mulan - Mike Flanagan – Doctor Sleep - Christopher Nolan – Tenet - Gina Prince-Bythewood – The Old Guard - Quentin Tarantino – Once Upon a Time in Hollywood - Leigh Whannell – The Invisible Man | Melhor Roteiro em Cinema Quentin Tarantino – Once Upon a Time in Hollywood - J. J. Abrams e Chris Terrio – Star Wars: The Rise of Skywalker - Mike Flanagan – Doctor Sleep - Lauren Hynek, Rick Jaffa, Amanda Silver e Elizabeth Martin – Mulan - Bong Joon-ho e Han Jin-won – Gisaengchung (Parasite) - Christopher Nolan – Tenet - Todd Phillips e Scott Silver – Joker                                                                                 |
| Melhor Ator em Cinema John David Washington como o Protagonista – Tenet - Daniel Craig como Benoit Blanc – Knives Out - Delroy Lindo como Paul – Da 5 Bloods - Ewan McGregor como Dan Torrance – Doctor Sleep - Gary Oldman como Herman J. Mankiewicz – Mank - Aaron Paul como Jesse Pinkman – El Camino: A Breaking Bad Movie - Joaquin Phoenix como Arthur Fleck / Joker – Joker | Melhor Atriz em Cinema Elisabeth Moss como Cecilia "Cee" Kass – The Invisible Man - Rebecca Ferguson como Rose Cartola – Doctor Sleep - Natalie Portman como Lucy Cola – Lucy in the Sky - Daisy Ridley como Rey – Star Wars: The Rise of Skywalker - Margot Robbie como Harley Quinn – Birds of Prey - Charlize Theron como Andy – The Old Guard - Liu Yifei como Mulan – Mulan                                                                          |
| Melhor Ator Coadjuvante em Cinema Bill Hader como Richard "Richie" Tozier – It Chapter Two - Adam Driver como Kylo Ren – Star Wars: The Rise of Skywalker - Chris Evans como Hugh Ransom Drysdale – Knives Out - Ian McDiarmid como Imperador Palpatine – Star Wars: The Rise of Skywalker - Robert Pattinson como Neil – Tenet - Donnie Yen como Comandante Tung – Mulan | Melhor Atriz Coadjuvante em Cinema Ana de Armas como Marta Cabrera – Knives Out - Zazie Beetz como Sophie Dumond – Joker - Ellen Burstyn como Nana Holbrook – Lucy in the Sky - Jamie Lee Curtis como Linda Drysdale – Knives Out - Linda Hamilton como Sarah Connor – Terminator: Dark Fate - Amanda Seyfried como Marion Davies – Mank - Jurnee Smollett como Dinah Lance / Canário Negro – Birds of Prey                                               |
| Melhor Performance de ator/atriz jovem Kyliegh Curran como Abra Stone – Doctor Sleep - Ella Jay Basco como Cassandra Cain – Birds of Prey - Julia Butters como Trudi Fraser – Once Upon a Time in Hollywood - Roman Griffin Davis como Johannes "Jojo" Betzler – Jojo Rabbit - Lexy Kolker como Chloe Lewis – Freaks - JD McCrary como Simba – The Lion King | Melhor Edição Bob Ducsay – Knives Out - Maryann Brandon e Stefan Grube – Star Wars: The Rise of Skywalker - Mike Flanagan – Doctor Sleep - Jennifer Lame – Tenet - Fred Raskin – Once Upon a Time in Hollywood - Yang Jin-mo – Parasite |
| Melhor Trilha Sonora John Williams – Star Wars: The Rise of Skywalker - Ludwig Göransson – Tenet - Nathan Johnson – Knives Out - Jung Jae-il – Gisaengchung (Parasite) - Thomas Newman – 1917 - Trent Reznor e Atticus Ross – Mank | Melhor Design de Produção Barbara Ling – Once Upon a Time in Hollywood - Rick Carter e Kevin Jenkins – Star Wars: The Rise of Skywalker - Nathan Crowley – Tenet - Mark Friedberg – Joker - Patrick Tatopoulos – Maleficent: Mistress of Evil - Ra Vincent – Jojo Rabbit |
| Melhor Figurino Bina Daigeler – Mulan - Erin Benach – Birds of Prey - Michael Kaplan – Star Wars: The Rise of Skywalker - Arianne Phillips – Once Upon a Time in Hollywood - Mayes C. Rubeo – Jojo Rabbit - Albert Wolsky – Ad Astra | Melhor Maquiagem Amanda Knight e Neal Scanlan – Star Wars: The Rise of Skywalker - Bianca Appice, Bill Corso, Stephen Kelly, Dennis Liddiard, e Kevin Yagher – Bill & Ted Face the Music - Norman Cabrera, Mike Elizalde, e Mike Hill – Scary Stories to Tell in the Dark - Iantha Goldberg, Sean Sansom, e Shane Zander – It Chapter Two - Robert Kurtzman e Bernadette Mazur – Doctor Sleep - Arjen Tuiten e David White – Maleficent: Mistress of Evil |
| Melhores Efeitos Visuais Roger Guyett, Neal Scanlan, Patrick Tubach e Dominic Tuohy – Star Wars: The Rise of Skywalker - Eric Barba, Neil Corbould, Vinod Gundre e Sheldon Stopsack – Terminator: Dark Fate - Nicholas Brooks e Kristy Hollidge – It Chapter Two - Mike Chambers, Scott R. Fisher, Andrew Jackson e Andrew Lockley – Tenet - Ken Egly e Robert Legato – The Lion King - Scott R. Fisher e Allen Maris – Ad Astra - Mark Hawker, Yael Majors e Greg Steele – Birds of Prey | Melhor Filme Independente Encounter - The Aeronauts - Angel of Mine - Color Out of Space - Freaks - Palm Springs - Possessor |

### Televisão
| Melhor Série de Super-Herói The Boys (Prime Video) - Batwoman (The CW) - The Flash (The CW) - Stargirl (DC Universe) - Supergirl (The CW) - The Umbrella Academy (Netflix) - Watchmen (HBO) | Melhor Série de Ficção Científica Star Trek: Discovery (CBS All Access) - Doctor Who (BBC America) - Lost in Space (Netflix) - Pandora (The CW) - Raised by Wolves (HBO Max) - Star Trek: Picard (CBS All Access) - Westworld (HBO) |
| Melhor Série de Fantasia For All Mankind (Apple TV+) - The Dark Crystal: Age of Resistance (Netflix) - Locke & Key (Netflix) - The Magicians (Syfy) - Outlander (Starz) - The Twilight Zone (CBS All Access) - The Witcher (Netflix) | Melhor Série de Terror The Walking Dead (AMC) - Creepshow (Shudder) - Evil (CBS) - Fear the Walking Dead (AMC) - Lovecraft Country (HBO) - Servant (Apple TV+) - What We Do in the Shadows (FX) |
| Melhor Série de Ação ou Thriller Better Call Saul (AMC) - Castle Rock (Hulu) - Jack Ryan (Prime Video) - The Outpost (The CW) - Pennyworth (Epix) - Riverdale (The CW) - Snowpiercer (TNT) | Melhor Série de Animação Star Wars: The Clone Wars (Disney+) - BoJack Horseman (Netflix) - Family Guy (Fox) - Primal (Adult Swim) - Rick and Morty (Adult Swim) - The Simpsons (Fox) |
| Melhor lançamento em televisão (até 10 episódios) The Mandalorian (Disney+) - Amazing Stories (Apple TV+) - Dracula (Netflix) - The Haunting of Bly Manor (Netflix) - His Dark Materials (HBO) - Perry Mason (HBO) | Melhor filme lançado no Streaming Enola Holmes (Netflix) - Extraction (Netflix) - Shirley (Hulu) - The Vast of Night (Prime Video) |
| Melhor Ator em Série de Televisão Patrick Stewart como Jean-Luc Picard em Star Trek: Picard (CBS All Access) - Henry Cavill como Geralt de Rívia em The Witcher (Netflix) - Mike Colter como David Acosta em Evil (CBS) - Grant Gustin como Barry Allen / Flash em The Flash (The CW) - Sam Heughan como Jamie Fraser em Outlander (Starz) - Jonathan Majors como Atticus "Tic" Freeman em Lovecraft Country (HBO) - Bob Odenkirk como Jimmy McGill / Saul Goodman em Better Call Saul (AMC)                                               | Melhor Atriz em Série de Televisão Caitriona Balfe como Claire Fraser em Outlander (Starz) - Melissa Benoist como Kara Danvers / Supergirl em Supergirl (The CW) - Regina King como Angela Abar / Sister Night em Watchmen (HBO) - Sonequa Martin-Green como Michael Burnham em Star Trek: Discovery (CBS All Access) - Thandiwe Newton como Maeve Millay em Westworld (HBO) - Candice Patton como Iris West em The Flash (The CW) - Rhea Seehorn como Kim Wexler em Better Call Saul (AMC)        |
| Melhor Ator Coadjuvante em Série de Televisão Doug Jones como Saru em Star Trek: Discovery (CBS All Access) - Jonathan Banks como Mike Ehrmantraut em Better Call Saul (AMC) - Tony Dalton como Lalo Salamanca em Better Call Saul (AMC) - Michael Emerson como Dr. Leland Townsend em Evil (CBS) - Richard Rankin como Roger Wakefield em Outlander (Starz) - Norman Reedus como Daryl Dixon em The Walking Dead (AMC) - Luke Wilson como Pat Dugan / F.A.I.X.A. em Stargirl (DC Universe)                                                | Melhor Atriz Coadjuvante em Série de Televisão Danielle Panabaker como Caitlin Snow / Frost em The Flash (The CW) - Natasia Demetriou como Nadja em What We Do in the Shadows (FX) - Cynthia Erivo como Holly Gibney em The Outsider (HBO) - Melissa McBride como Carol Peletier em The Walking Dead (AMC) - Colby Minifie como Virginia em Fear the Walking Dead (AMC) - Sophie Skelton como Brianna "Bree" Randall em Outlander (Starz) - Tessa Thompson como Charlotte Hale em Westworld (HBO)  |
| Melhor Performance de ator/atriz jovem em Série de Televisão Brec Bassinger como Courtney Whitmore / Stargirl em Stargirl (DC Universe) - Freya Allan como Ciri em The Witcher (Netflix) - Isa Briones como Dahj / Soji / Sutra em Star Trek: Picard (CBS All Access) - Maxwell Jenkins como Will Robinson em Lost in Space (Netflix) - Madison Lintz como Madeline "Maddie" Bosch em Bosch (Prime Video) - Cassady McClincy como Lydia em The Walking Dead (AMC) - Erin Moriarty como Starlight / Annie January em The Boys (Prime Video) | Melhor Participação Especial em Série de Televisão Jon Cryer como Lex Luthor em Supergirl (The CW) - Giancarlo Esposito como Moff Gideon em The Mandalorian (Disney+) - Mark Hamill como Jim the Vampire em What We Do in the Shadows (FX) - Jeffrey Dean Morgan como Negan em The Walking Dead (AMC) - Kate Mulgrew como Alma Lane em Mr. Mercedes (Audience) - Billy Porter como Keith em The Twilight Zone (CBS All Access) - Jeri Ryan como Sete de Nove em Star Trek: Picard (CBS All Access) |